# 三星Galaxy S4 Zoom
Galaxy S4 Zoom是為第一部由三星電子所製造的數位相機型智能手機。這款手機先在Samsung Mobile Press網頁發佈，之後在Samsung Premiere 2013進行詳細介紹。

## 前置相機
有f / 3.1-6.3鏡頭的10倍光學變焦（相當於焦段24-240 mm），內置光學圖像穩定器和內置Xenon 閃光燈。這款手機採用了一款採用1.5 GHz雙核CPU 的 Pega-Dual +XMM6262 SoC 。它使用1 / 2.33英寸16 MP BSI-CMOS傳感器，並具有自動和手動相機控制，並以1080p 30 fps（全高清）或720p 60 fps的速度拍攝視頻。可以利用「專業級」模式，它內建 M（手動）、P（程式曝光）與 C（色彩精靈）三種模式，在「色彩精靈」模式下，可決定顏色、飽合度、對比度等與色彩相關的參數，還有連拍（4 FPS）

## 屏幕
屏幕與S4 Mini具有相同的規格，具有960×540像素的q HD（不與Q HD 混淆）顯示屏和256 ppi的像素密度。它採用Super-AMOLED技術，就像三星中端或旗艦智能手機的大部分一樣。它由Gorilla Glass 2保護。

## 其它規格
前置相機鏡頭規格:
| 鏡頭         | 4.3-43 mm (10x optical zoom) |
| 光圈範圍     | F3.1-6.3                     |
| 傳感器       | 1/2.33" BSI CMOS             |
| 最大解像度   | 16 megapixels                |
| ASA/ISO範圍  | ISO 100-3200                 |
| 快門速度範圍 | 16-1/2,000秒                 |